# Катин, Олег Георгиевич
Оле́г Гео́ргиевич Ка́тин (14 сентября 1937, Ленинград — 8 января 2016, Иркутск) — российский хоккеист, полузащитник, тренер; мастер спорта СССР (1962) по хоккею с мячом, заслуженный тренер РСФСР (1988).

## Биография
Почётный железнодорожник СССР (1992). Воспитанник ленинградского хоккея. «Красная заря» (Ленинград), «Урожай» (Перово); «Энергия» (Ленинград) — 1957/1958; «Светлана» (Ленинград) — 1958—1960; «Фили» Москва — 1960/1961, СКА Свердловск — 1961—1964; «Динамо» Ленинград — 1964/1965, «Локомотив» Иркутск — 1965—1968, 1969—1973; «Строитель» (Шелехов) — 1968/1969. В высшей лиге чемпионатов СССР провёл 256 матчей, забил 20 мячей («Светлана» — 21, 1; «Фили» — 22, 2; СКА Свердловск — 46, 2; «Динамо» Ленинград — 22, 1; «Локомотив» — 118, 11; «Строитель» — 27, 3). Чемпион СССР (1962), серебряный (1963) и бронзовый (1964) призёр чемпионатов СССР. В качестве тренера и главного тренера возглавлял иркутские «Локомотив» (1971—1974, 1980/1981, 1988—1992) и «Сибскану» (1992—1994). Работал тренером ДЮСШ «Локомотив». Среди воспитанников — Александр Шишкин, Ильяс Хандаев, Василий Никитин.
За большой личный вклад в развитие русского хоккея и в связи с 70-летием награждён Почётным знаком Федерации хоккея с мячом России (2007).

## Статистика выступлений в высшей лиге чемпионатов СССР
| Сезон | Клуб                   | Игры | Мячи |
| ----- | ---------------------- | ---- | ---- |
| 1959  | «Светлана» (Ленинград) | 13   | -    |
| 1960  | «Светлана» (Ленинград) | 8    | 1    |
| 1961  | «Фили» (Москва)        | 22   | 2    |
| 1962  | СКА (Свердловск)       | 7    | -    |
| 1963  | СКА (Свердловск)       | 17   | -    |
| 1964  | СКА (Свердловск)       | 22   | 2    |
| 1965  | «Динамо» (Ленинград)   | 22   | 1    |
| 1966  | «Локомотив» (Иркутск)  | 21   | 4    |
| 1967  | «Локомотив» (Иркутск)  | 22   | -    |
| 1968  | «Локомотив» (Иркутск)  | 6    | 1    |
| 1969  | «Строитель» (Шелехов)  | 27   | 3    |
| 1970  | «Локомотив» (Иркутск)  | 26   | 2    |
| 1971  | «Локомотив» (Иркутск)  | 23   | -    |
| 1972  | «Локомотив» (Иркутск)  | 8    | 2    |
| 1973  | «Локомотив» (Иркутск)  | 12   | 2    |
|       | Всего                  | 256  | 20   |

## Тренерская карьера
| Годы      | Клуб                       | Должность               |
| --------- | -------------------------- | ----------------------- |
| 1971-1974 | «Локомотив» (Иркутск)      | Играющий тренер, тренер |
| 1974-1980 | ДЮСШ «Локомотив» (Иркутск) | Тренер                  |
| 1980-1981 | «Локомотив» (Иркутск)      | Старший тренер          |
| 1982-1988 | ДЮСШ «Локомотив» (Иркутск) | Тренер                  |
| 1988-1992 | «Локомотив» (Иркутск)      | Главный тренер          |
| 1992-1994 | «Сибскана» (Иркутск)       | Главный тренер          |